# Filamenti di Von Frey
I filamenti di von Frey sono un tipo di estesiometro ideato nel 1896 da Maximilian von Frey.
Per testare la sensibilità tattile i monofilamenti devono essere premuti contro la cute con forza sufficiente a determinarne la flessione. Poiché la forza necessaria è da considerarsi costante a parità di diametro e lunghezza, si prestano a una determinazione accurata e riproducibile dello stimolo pressorio sulla cute.